# اولدژیخ ماخالا
اولدژیخ ماخالا (چکی: Oldřich Machala؛ زادهٔ ۴ اوت ۱۹۶۳) بازیکن سابق و مربی فوتبال اهل جمهوری چک است.
از باشگاه‌هایی که در آن بازی کرده‌است می‌توان به باشگاه فوتبال هانزا روستوک و باشگاه فوتبال سیگما اولوموتس اشاره کرد.
وی همچنین در تیم ملی فوتبال جمهوری چک بازی کرده‌است.